# Geikiidae
De Geikiidae zijn een familie van uitgestorven dicynodonten uit het Laat-Perm. Fossielen zijn bekend uit Schotland, Zuid-Afrika en Tanzania. 
De familie werd voor het eerst benoemd in 1923 door Franz Nopcsa, hoewel Friedrich von Huene's beschrijving van de familie uit 1948 het algemeen in gebruik bracht. Von Huene vestigde Geikiidae als een monotypische familie voor Geikia, toen bekend uit Schotland. Hij onderscheidde Geikia van alle andere dicynodonten omdat het geen prepariëtaal bot had. De contouren op de botten van het schedeldak waren echter niet te zien, wat betekent dat dit kenmerk onzeker was bij geikiiden. Geikiiden werden oorspronkelijk geclassificeerd als naaste verwanten van Dicynodon en Lystrosaurus, maar de kenmerken die deze dicynodonten met elkaar verbonden, worden ook in veel andere vormen gezien. Het is waarschijnlijker dat kenmerken die worden gezien bij Dicynodon en Lystrosaurus, zoals ver uit elkaar geplaatste oogkassen, parallel zijn geëvolueerd bij geikiiden.
Een klade werd gedefinieerd als alle soorten nauwer verwant aan Geikia elginensis Newton, 1893, dan aan Rhachiocephalus magnus (Owen, 1876) Seeley, 1898, of aan Oudenodon bainii Owen, 1860.
Twee synapomorfieën werden in 2008 vastgesteld. Het achterdeel van de bijdrage van het squamosum aan de jukbeenboog is verdikt of naar beneden gebogen. Er is een fossa labialis. Beide kenmerken ontbreken echter bij Odontocyclops.